# 'Atara
'Atara, en arabe : عطارة, est un village du gouvernorat de Ramallah et Al-Bireh en Palestine. Il est situé à 15 km au nord de Ramallah et au centre de la Cisjordanie.
Selon le recensement du bureau central palestinien des statistiques, la localité compte une population de 2 492 habitants en 2017.